# Comisar European pentru Politica Europeană de Vecinătate și Negocieri de Extindere
Comisarul pentru politica europeană de vecinătate și negocierile de extindere este membrul Comisiei Europene însărcinat cu supravegherea procesului de aderare a noilor state membre potențiale și a relațiilor cu cei din apropierea Uniunii Europene (UE). Prezentul comisar, din decembrie 2019, este Olivér Várhelyi.
În prezent, există șase țări candidate și trei care au solicitat aderarea sau se pregătesc prin țările de proces de stabilizare și asociere. Majoritatea acestora sunt situate în vestul Balcanilor, cu excepția Islandei și a Turciei. Politica de vecinătate este îndreptată către acești membri de-a lungul graniței estice a UE și pe coasta Mării Mediterane.

## Extindere
De la crearea Comunităților Europene, numărul statelor membre a crescut de la 6 la 28. Extinderea este unul dintre cele mai importante aspecte ale integrării europene și a fost fundamentală pentru afirmarea influenței sale asupra Europei Centrale Europa de Est după încheierea războiului rece și pentru stabilizarea acestor țări.
În prezent, cinci țări sunt oficial candidați la aderarea la Uniunea Europeană:
- Albania
- Macedonia
- Muntenegru
- Serbia
- Turcia

## Lista comisarilor
| Commisar                        | Naționalitate       | Comisia                       | Durata             | Funcții suplimentare (în afara extinderii)                                                                                       |
| ------------------------------- | ------------------- | ----------------------------- | ------------------ | --- |
| Jean-François Deniau            | Franța              | Comisia Rey                   | 1967 - 1970        | - Comerțul exterior - Țara în curs de dezvoltare                                                                                 |
| Lorenzo Natali                  | Italia              | Comisia Jenkins Comisia Thorn | 1977 - 1981 - 1985 | - Mediu și siguranță nucleară - Politica mediteraneană - Informații                                                              |
| Claude Cheysson                 | France              | Comisia Delors I              | 1985 - 1989        | Politica mediteraneană și relațiile Nord-Sud                                                                                     |
| Abel Matutes                    | Spania              | Comisia Delors II             | 1989 - 1993        | Politica mediteraneană și relațiile cu America Latină                                                                            |
| Hans van den Broek              | Olanda              | Comisia Delors III            | 1993 - 1995        | Relații externe |
| Manuel Marín Hans van den Broek | Spania · Olanda     | Comisia Santer Comisia Marín  | 1995 - 1999        | Relațiile cu țările din sudul Mediteranei, America Latină și Orientul Mijlociu Relațiile cu țările din Europa Centrală și de Est |
| Günter Verheugen                | Germania            | Comisia Prodi                 | 1999 - 2004        | |
| Günter Verheugen Janez Potočnik | Germania · Slovenia | Comisia Prodi                 | 2004               | |
| Olli Rehn                       | Finlanda            | Comisia Barroso I             | 2004 - 2010        | |
| Štefan Füle                     | Cehia               | Comisia Barroso II            | 2010 - 2014        | Politica de vecinătate |
| Johannes Hahn                   | Austria             | Comisia Juncker               | 2014 - 2019        | Politica de vecinătate |
| Olivér Várhelyi                 | Ungaria             | Comisia von der Leyen         | 2019 - prezent     | Politica de vecinătate |

## Legături externe
- Commissioner Commissioners website
- Enlargement website
- Rehn warns of 'chaos' in Kosovo if UN plan fails Arhivat în 9 iunie 2011, la Wayback Machine.